# Pillaia
Pillaia is een geslacht van straalvinnige vissen uit de familie van de stekelalen (Chaudhuriidae).

## Soorten
- Pillaia indica Yazdani, 1972
- Pillaia kachinica Kullander, Britz & Fang, 2000